# FIA WTCC európai nagydíj
A FIA WTCC Európa nagydíj az Autodromo Enzo e Dino Ferrari-n került megrendezésre Imolában, Olaszországban.

## Futamgyőztesek
| Év   | Versenyző                   | Gyártó | Helyszín | Összefoglaló |
| ---- | --------------------------- | ------ | -------- | ------------ |
| 2008 | 1. verseny : Yvan Muller    | SEAT   | Imola    | Összefoglaló |
| 2008 | 2. verseny : James Thompson | Honda  | Imola    | Összefoglaló |